# Det Norske Luftfartselskap
Det Norske Luftfartselskap (DNL) var Norges nationella flygbolag mellan 1933 och 1948.
Flygbolaget bildades 1933. De första åren var verksamheten förlagd till Gressholmen sjøflyhavn. År 1935 inköpte bolaget sina första flygplan, en Junkers W 34, registrerad i Norges Luftfartøyregister den 1 juni som LN-DAB och fick namnet Ternen. Detta plan sattes in på en postrutt mellan Oslo och Köpenhamn via Göteborg, samt ett Junkers Ju 52 sjöflygplan, registrerat som LN-DAE och med namnet Havørn.
År 1936 köpte bolaget ytterligare en Ju 52, som registrerades LN-DAF och fick namnet Najaden
DNL öppnade i juni 1936 en sommarrutt mellan Bergen och Tromsø med flygningar tre gånger i veckan. Mellanlandningar gjordes i Ålesund, Molde, Kristiansund, Trondheim, Brönnöysund, Sandnessjöen, Bodø, Narvik och Harstad. Sommaren 1937 utgick rutten från Gressholmen sjöflyhavn i Oslo. Sedan bolagets första flygplan Havørn förolyckats i Lihesten i Sognefjorden den 16 juni 1937 köptes en ny Ju 52 in två veckor senare. Denna fick registreringen LN-DAH den 1 juni 1937 och fick namnet Falken.
DNL trafikerade kustrutten sommarsäsongen 1936–39 och hade startat sommarens program, då Norge ockuperades den 9 april 1940 och DNL:s flygplan beslagtogs av ockupationsmakten.
År 1936 avtalade företaget med Pan American World Airways om en gemensam atlantrutt. Pan American skulle flyga sträckan New York–Reykjavik med sina Clipper-flygplan och DNL skulle flyga från Reykjavik till Bergen med en nyinköpt Sikorsky S-43, registrerad i Norges luftfartygsregistret som LN-DAG och med namnet Valkyrien. Utan att ange giltiga skäl bröt Pan American avtalet och DNL blev stående med ett flygplan som bolaget inte hade behov av. Det användes en kortare tid på en sommarrutt mellan Oslo och Stockholm, men såldes senare till Frankrike. Berndt Balchen, som hade förhandlat med Pan Americans direktör Juan Trippe om avtalet, sade senare att "det var vi som blev sittande där med ungen och skammen" .
Efter ett avbrott medan krigshandlingarna pågick, återupptogs en provisorisk kustrutt med de gamla DNL-maskinerna, nu med en tysk pilot i förarkabin tillsammans med den norska besättningen. Detta ruttutbud upprätthölls fram till hösten 1941 då alla norska flygare tvingades lämna förarkabin.
2 juli 1946 reorganiserades och nybildades bolaget med rutter till Nordnorge och europeiska städer, senare även New York. Flygplansflottan bestod då av två av de gamla Ju 52, samt fem Ju 52 övertagna från tyska Luftwaffe och två C-47 militära transportmaskiner ombyggda till Douglas DC-3, samt två nya Douglas DC-4 Skymaster. År 1947 inköptes tre Short Sandringham till Nordnorgerutten (som kallades den flyvende hurtigrute). Den 1 augusti 1948 slogs DNL samman med Det Danske Luftfartselskab (DDL) och svenska AB Aerotransport till SAS. Vid sammanslagningen målades flygplansflottan i det nya bolagets färger och logotyp, ett stiliserat vikingaskepp och de tre ländernas flaggor. DC-3:orna och DC-4:orna fick namn som alla slutade på Viking.
Flygplansflottan från DNL som övergick till SAS bestod av:
- 2 Short Sandringham
  - LN-LAK: Polarbjørn
  - LN-LAI: Jutulen

- 4 Junkers Ju 52
  - LN-KAG: Veslefrikk
  - LN-KAF: Askeladden
  - LN-KAD: Per
  - LN-KAE: Pål

- 2 Douglas DC-4 Skymaster
  - LN-IAD: Haakon Viking
  - LN-IAE: Olav Viking

- 13 Douglas DC-3
  - LN-IAF: Nordfugl. Omdöpt till Fridtjof Viking. Sålt 1957 till ABA för användning i Linjeflyg med svensk registrering SE-CFP. Såld 1960 till svenska Flygvapnet med registrering 79006. Avställt och sålt 1982 till privata köpare. Överfört till Flygande Veteraner och registrerad SE-CFP den 26 juni 1984. Fortfarande i aktivt tjänst 2013. Se Flygande Veteraner för mer information om denna flygplansindivid.
  - LN-IAG: Nordegg. Omdöpt till Guttorm Viking. Omregistrerad LN-IKG.
  - LN-IAH: Nordheim. Omdöpt till Hallvard Viking. Omregistrerad LN-IKH. Sålt 1957 till ABA för användning i Linjeflyg med svensk registrering SE-CFR. Såld 1960 till svenska Flygvapnet med registrering 79007. Avställt 1980 och överfört till Flygvapenmuseum på Malmen 1982, där det fortfarande är utställt.
  - LN-IAI: Nordis. Omdöpt till Einar Viking. Omregistrerad LN-IKI.
  - LN-IAK: Nordkyn. Omdöpt till Knut Viking
  - LN-IAL: Nordlys. Omdöpt till Erling Viking
  - LN-IAM: Nordvard. Omdöpt till Gudmund Viking
  - LN-IAN: Nordvind. Omdöpt till Gunnar Viking
  - LN-IAO: Nordodd. Omdöpt till Arve Viking
  - LN-IAP: Nordpol. Omdöpt till Halfdan Viking
  - LN-IAR: Nordkapp. Omdöpt till Roald Viking, senare Rudolf Viking
  - LN-IAS: Nordpil. Omdöpt till Steinar Viking
  - LN-IAT: Nordtind. Omdöpt till Terje Viking

## Fotnoter
1. ↑  Artikel på engelska Wikipedia om Juan Trippe